# Закіров Ахмет Закірович
Ахмет Закірович Закіров (башк. Закиров Әхмәт Закир улы; 1911—1988) — командир взводу 7-ї стрілецької роти 239-го гвардійського стрілецького полку 76-ї гвардійської стрілецької дивізії 61-ї армії Центрального фронту, гвардії молодший лейтенант. Герой Радянського Союзу.

## Біографія
Народився 19 березня 1911 року в селі Кашкалево нині Бураєвського району Башкирортостану в сім'ї селянина. Башкир.
Закінчив неповну середню школу. Працював на шахті в місті Кизил-Кія Ошської області Киргизстану.
В Червону Армію призивався в 1933 і 1937 роках. У 1941 році знову призвананий в ряди Червоної Армії Молотовським райвійськкоматом Приморського краю. У тому ж році закінчив Владивостоцьке військове піхотне училище. Учасник війни з 1941 року.
Командир взводу гвардії молодший лейтенант Закіров А. 3. особливо відзначився при форсуванні річки Дніпро біля села Комарин Брагінського району Гомельської області.
У ніч з 27 на 28 вересня 1943 року А.3. Закіров очолював роту, що мала завдання розвідати місце форсування і захопити плацдарм на правому березі річки. Його штурмова група з 20 солдатів, незважаючи на сильний кулеметний і мінометний вогонь противника, переправилася через Дніпро, увірвалася в окопи гітлерівців і, придушивши вогонь ворожих кулеметів, закріпилася на плацдармі і сприяла переправі інших підрозділів. Гвардії молодший лейтенант Закіров А. З. у цих боях був тяжко поранений.
У лютому 1944 року після лікування в госпіталі звільнений у запас і повернувся на батьківщину. Член КПРС з 1953 року.
Жив у місті Уфі. Працював машиністом на Новоуфимському нафтопереробному заводі.
Помер 29 березня 1988 року, похований в Уфі.

## Нагороди
- Указом Президії Верховної Ради СРСР від 15 січня 1944 року за зразкове виконання бойових завдань командування і проявлені при цьому геройство і мужність гвардії молодшому лейтенанту Закірову Ахмету Закіровичу присвоєно звання Героя Радянського Союзу[2]:
  - медаль «Золота Зірка» (№ 3202)[1][3];
  - орден Леніна (№ 17392).
- Орден Вітчизняної війни 1-го ступеня (06.04.1985)[4].
- Медалі.

## Пам'ять
- Ім'я Героя носила піонерська дружина Кашкалевської середньої школи Бураєвського району Башкортостану.